# Route nationale 43 (Inde)
Pour les articles homonymes, voir Route nationale 43.
La Route nationale 43 (en anglais : National Highway 43, sigle NH 43), une route nationale  en Inde qui commence à Gulganj au Madhya Pradesh et se termine à Chaibasa au Jharkhand.

## Tracé
La NH 43 traverse les lieux suivants,:
| État           | Villes principales                                                               |
| -------------- | -------------------------------------------------------------------------------- |
| Madhya Pradesh | Gulganj, Rajpua Amanganj, Pawai, Katni, Umaria, Shahdol, Anuppur, Kotma          |
| Chhattisgarh   | Manendragarh, Baikunthpur, Surajpur, Ambikapur, Pathalgaon, Jashpurnagar.        |
| Jharkhand      | Gumla, Bero, Nagri, Ranchi, Bundu, Tamar, Chandil, Manikul, Saraikela, Chaibasa. |